# Nederlandse zoutpannen in Venezuela
De Nederlandse zoutpannen in Venezuela waren de zoutpannen die de West-Indische Compagnie in bezit had aan de kust van Venezuela.
De voornaamste zoutleveranciers van de Nederlanden waren tot 1580 de Franse en Portugese zoutpannen. In dat jaar werd Portugal echter veroverd door Spanje, waarmee de Republiek in oorlog verkeerde. Daardoor werd het steeds moeilijker aan zout te komen. De zoutbehoefte van Holland en Zeeland was door de opbloeiende industrie (glas, glazuren van aardewerk) en het haring kaken enorm gestegen. De Hollandse haringvloot groeide van 150 schepen in 1550 tot 4000 honderd jaar later. Door het inzouten en dus conserveren van de haringen konden ze een belangrijk exportartikel worden. In 1598 verloren de Hollanders definitief de toegang tot de Portugese zoutleveranciers in Setúbal en Kaapverdië.
Het Franse zout was bij lange na niet voldoende. In 1599 vaart de eerste zoutvloot naar de Caribische Zee – om in het destijds Spaanse Venezuela – zout te halen. Dit werd aanvankelijk gedaan door middel van smokkel, maar met de tijd werd men brutaler en er werden eigen Nederlandse zoutpannen gesticht, met name bij de westpunt van het schiereiland Araya (Punta de Araya). In 1600 varen er al 100 schepen heen. Het zout van Araya was het beste van de streek, was bovendien belastingvrij en in de streek van Cumaná en het eiland Margarita kon smokkelwaar uit de Nederlanden worden afgezet. De lokale bevolking droeg de Hollanders een warm hart toe omdat ze veel geld verloren aan het dure Spaanse handelsmonopolie.
Spanje sloeg echter terug, in 1603 begon het met de plannen voor de bouw van een fort. Zowel Diego Suárez Amaya, gouverneur van Cumaná (waaronder ook het schiereiland Araya viel) als Felipe Cáncer, gouverneur van Margarita, vroegen in Spanje een fort aan. In 1604 bezoeken gouverneur Suárez Amaya, de Spaanse ingenieurs Bautista en Juan Bautista Antonelli en kapitein Pedro Suárez Coronel Punta de Araya om de mogelijkheid van de bouw van een fort te onderzoeken.
In 1605 leverden acht Hollandse schepen een gevecht met een Spaans eskader. Zij werden verslagen en hun zoutpannen op Araya vernietigd. Bovendien werden de gevangenen, waaronder de Hollandse commandant, terechtgesteld. Dat ontmoedigde voor enkele jaren, tot aan het Twaalfjarig Bestand (1609-1621) tussen Spanje en de Nederlanden, de Hollandse pogingen het schiereiland te bezetten.

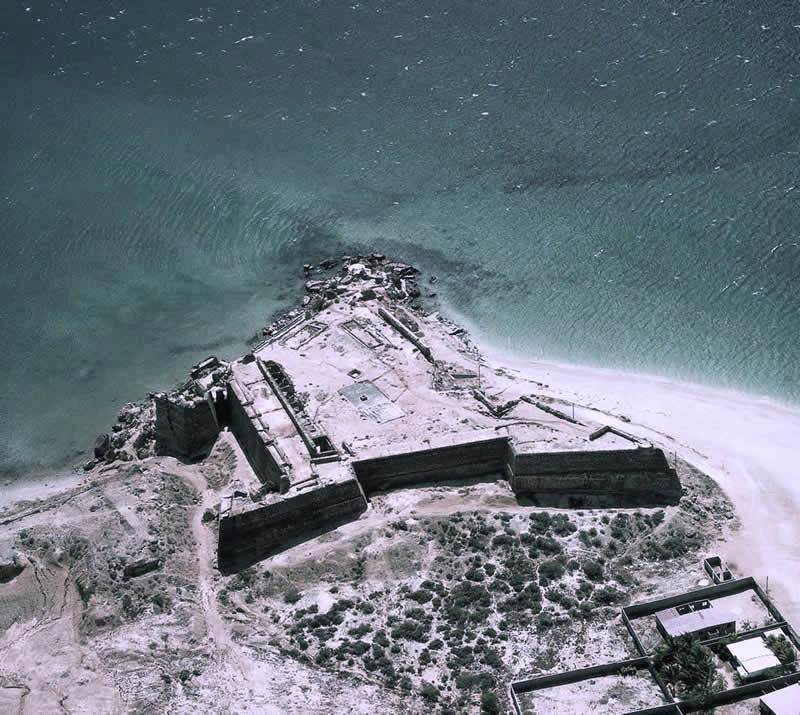
Ruïne van het Castillo de Santiago de Arroyo de Araya (Castillo de Araya ofwel Fort Kostverloren). Luchtfoto uit 2007

In 1620 deelt de gouverneur van Cumaná, Diego de Arroyo y Daza aan de koning mede, dat het dringend nodig is, in de provincie Sucre eindelijk verdedigingswerken te bouwen. Dat werd niet veel later bevestigd toen de Nederlanders in 1621 na twee aanvallen konden worden teruggeslagen. In de jaren 1620-1621 bouwden de Spanjaarden de vesting op de westpunt van Araya, om de zoutpannen voor de Hollandse zoutvaarders af te grendelen. Het kreeg daarom de bijnaam Fort Kostverloren. De Spaanse naam was Castillo de Santiago de Arroyo.
In 1622 keren meer dan 40 zoutvaarders zonder lading terug, in het jaar daarop meer dan 100. De Nederlandse zoutvaarten naar de Caribische Zee werden gemilitariseerd. Op 30 november 1622 vond een zeeslag plaats, toen 43 Nederlandse schepen Araya aanvielen met als doel de bouw van de vesting te stoppen en zich definitief van het schiereiland meester te maken. Dit mislukte en uiteindelijk, op 13 januari 1623, werden ze voorgoed afgeslagen onder leiding van gouverneur Arroyo. De Hollandse commandant sneuvelde.
Daarop zocht en vond men andere plaatsen voor de zoutwinning op de strategisch gunstiger gelegen Caribische eilanden, vooral Bonaire en Sint Maarten. Het was, naast de opbloeiende slavenhandel en de nu opnieuw beginnende smokkelhandel en kaapvaart tegen de Spanjaarden, voor de WIC een van de voornaamste redenen geweest eilanden in de Caribische Zee in bezit te nemen.

## Ligging van de zoutpannen
- Las Aves, data onbekend.
- Isla La Tortuga, van circa 1630 tot? (Niet verwarren met het gelijknamige eiland bij Haïti).
- Punta de Araya, van circa 1600 tot 1622.
- Unare, van circa 1633 tot 1644.

Gouvernementen: Goudkust* · Nederlands Brazilië · Nederlandse Antillen · Nederlands-Guiana (Berbice* · Cayenne · Demerary* · Essequebo* · Pomeroon · Suriname*) · Nieuw-Nederland
Gebieden met een directeur: Maagdeneilanden
Gebieden met een baron: Tobago (geleend aan Cornelis Lampsins)
Factorijen / handelsposten: Arguin · Loango-Angolakust · Senegambia · Slavenkust
Gouvernementen: Amboina* · Banda* · Batavia* · Ceylon · Coromandelkust* · Formosa · Java's Noordoostkust* · Kaapkolonie* · Makassar* · Malakka* · Mauritius · Molukken*
Directoraten: Vestingen in Bengalen · Vestingen in Perzië · Suratte
Commandementen: Bantam* · Malabar · Sumatra's Westkust*
Residenten: Bandjarmasin* · Cheribon* · Palembang* · Pontianak*
Gebieden met een opperhoofd: Birma · Dejima* · Vestingen in Siam · Timor · Tonquin
Factorijen: Vestingen in China
Nederzettingen: Amsterdam eiland (incl. Smeerenburg) · Jan Mayen
Vestingen: Acadia · Fort Nassau · Zoutpannen in Venezuela
*: Gebieden ook in handen van de Bataafse Republiek geweest.